# 헌집줄게 새집다오 시즌2
《헌집줄게 새집다오 시즌2》은 2016년 9월 8일부터 2016년 11월 17일까지 JTBC에서 방영되었던 예능 프로그램이다. 본 회차는 다시보기 서비스가 중지되었다.

## 출연자

### MC
- 전현무
- 김구라

### 패널 & 디자이너
- 홍석천
- 김숙
- 임성빈
- 제이쓴
- 김도현
- 김용현

## 시청률 및 의뢰인
- 시청률은 AGB닐슨 미디어리서치가 자사의 홈페이지에 공개한 시청률을 바탕으로 작성된 것이며, 파란색 숫자는 최저 시청률을, 빨간색 숫자는 최고 시청률을 나타낸다.

| 회차 | 방송일           | AGB  | TNmS | 의뢰인              |
| ---- | ---------------- | ---- | ---- | ------------------- |
| 1    | 2016년 9월 8일   | 1.4% | 1.4% | 한혜진, 기욤 패트리 |
| 2    | 2016년 9월 15일  | 1.3% | 1.0% | 한혜진, 기욤 패트리 |
| 3    | 2016년 9월 22일  | 1.8% | 2.0% | 권혁수              |
| 4    | 2016년 9월 29일  | 1.0% | 1.1% | 슈퍼비              |
| 5    | 2016년 10월 13일 | 1.7% | 1.3% | 강균성              |
| 6    | 2016년 10월 20일 | 2.1% | 1.8% | 샵건                |
| 7    | 2016년 10월 27일 | 2.4% | 2.3% | 강남                |
| 8    | 2016년 11월 3일  | 2.3% | 1.7% | 김정민              |
| 9    | 2016년 11월 10일 | 2.0% | 2.3% | 유수영, 임효성      |
| 10   | 2016년 11월 17일 | 2.7% | 2.4% | 송재희              |

## 결방
2016년 10월 6일 2018 러시아 월드컵 아시아 최종예선으로 결방하였다.